# Sikara Kara IV
Sikara Kara IV is een bestuurslaag in het regentschap Mandailing Natal van de provincie Noord-Sumatra, Indonesië. Sikara Kara IV telt 1298 inwoners (volkstelling 2010).